# Beijing International Challenger
Il Beijing International Challenger è stato un torneo professionistico di tennis giocato sul cemento, che faceva parte dell'ATP Challenger Tour maschile e dell'ITF Women's Circuit femminile. Si è giocato annualmente dal 2010 al 2013 al Centro tennistico nazionale di Pechino, in Cina.
Soppresso definitivamente nel 2013 il torneo maschile, quello femminile è stato spostato nel 2014 a Nanchang, dove è diventato un torno di categoria WTA 125s e ha preso il nome Jiangxi International Women's Tennis Open.

## Albo d'oro

### Singolare maschile
| Anno | Campione       | Finalista         | Score         |
| ---- | -------------- | ----------------- | ------------- |
| 2013 | Lu Yen-hsun    | Gō Soeda          | 6–2, 6–4      |
| 2012 | Grega Žemlja   | Wu Di             | 6–3, 6–0      |
| 2011 | Farruch Dustov | Yang Tsung-hua    | 6–1, 7–6(4)   |
| 2010 | Franko Škugor  | Laurent Recouderc | 4–6, 6–4, 6–3 |

### Singolare femminile
| Anno | Campionessa    | Finalista     | Score       |
| ---- | -------------- | ------------- | ----------- |
| 2010 | Junri Namigata | Zhang Shuai   | 7–6(3), 6–3 |
| 2011 | Hsieh Su-wei   | Kurumi Nara   | 6–2, 6–2    |
| 2012 | Wang Qiang     | Chan Yung-jan | 6–2, 6–4    |
| 2013 | Zhang Shuai    | Zhou Yimiao   | 6–2, 6–1    |

### Doppio maschile
| Anno | Campioni                                      | Finalisti                           | Score               |
| ---- | --------------------------------------------- | ----------------------------------- | ------------------- |
| 2013 | Toshihide Matsui Danai Udomchoke              | Gong Maoxin Zhang Ze                | 4–6, 7–6(6), [10–8] |
| 2012 | Sanchai Ratiwatana (2) Sonchat Ratiwatana (2) | Yuki Bhambri Divij Sharan           | 7–6(3), 2–6, [10–6] |
| 2011 | Sanchai Ratiwatana (1) Sonchat Ratiwatana (1) | Harri Heliövaara Michael Ryderstedt | 6(4)–7, 6–3, [10–3] |
| 2010 | Pierre-Ludovic Duclos Artem Sitak             | Sadik Kadir Purav Raja              | 7–6(4), 7–6(5)      |

### Doppio femminile
| Anno | Campionesse                  | Finalisti                      | Score            |
| ---- | ---------------------------- | ------------------------------ | ---------------- |
| 2010 | Sheng-Nan Sun Zhang Shuai    | Ji Chun-Mei Liu Wan-Ting       | 4–6, 6–2, [10-5] |
| 2011 | Chan Hao-ching Chan Yung-jan | Tetjana Lužans'ka Zheng Saisai | 6–2, 6–3         |
| 2012 | Liu Wanting Sun Shengnan     | Chan Chin-wei Han Xinyun       | 5–7, 6–0, [10–7] |
| 2013 | Liu Chang Zhou Yimiao        | Misaki Doi Miki Miyamura       | 7–6(1), 6–4      |